# Big Bang (trgovački lanac)
Big Bang, poznat i kao Sancta Domenica, maloprodajna je trgovina specijalizirana za kućanske proizvode, potrošačku elektroniku i multimedijske sadržaje. Tvrtka posluje u Hrvatskoj, s mrežom prodajnih centara u većim gradovima, uključujući Zagreb, Split, Rijeka, Osijek, Zadar i Varaždin.

## Prisutnost u Hrvatskoj
Big Bang danas ima prodajne centre u većim hrvatskim gradovima. 

### Lokacije prodajnih centara
- Sveta Nedelja – veleprodaja (centralno skladište), uredi
- Sveta Nedelja – Big Bang
- Zagreb – Big Bang CCO West
- Zagreb – Big Bang CCO East
- Zagreb – Big Bang Arena Park
- Zagreb – Samsung Experience Store Arena
- Split – Big Bang CCO
- Rijeka – Big Bang Marti
- Zadar – Big Bang City Park
- Osijek – Big Bang Gacka
- Varaždin – Big Bang Green Park

## Vanjske poveznice
- Službena web stranica Big Banga  Arhivirana inačica izvorne stranice od 13. veljače 2025. (Wayback Machine)